# Toelleturm
El Toelleturm es una torre de observación localizada en la ciudad de Wuppertal, en el estado  de Renania del Norte-Westfalia, en el oeste de Alemania.

## Características
El Toelleturm se encuentra a una altitud de 330 m sobre el nivel del mar, tiene una altura de 26,25 metros y está situado a las afueras del Bosque de Beneficencia (Barmer Waldes), uno de los parques espaciosos y de los mayores parques privados de Alemania.
El diámetro de la torre disminuye con la altura; tiene un diámetro de 7,70 metros y 5,14 metros en la base y la parte superior está hecha de cemento. Una escalera exterior conduce a un ambulatorio de 7 metros sobre la meseta, 146 escalones conducen a la plataforma de observación a la que se puede acceder a través de una escalera de caracol. Antiguamente, la fachada estaba cubierta solo parcialmente. En la entrada se puede observar una placa de bronce: «Toelleturm, construido en 1888 y renovado en 1990».

## Historia

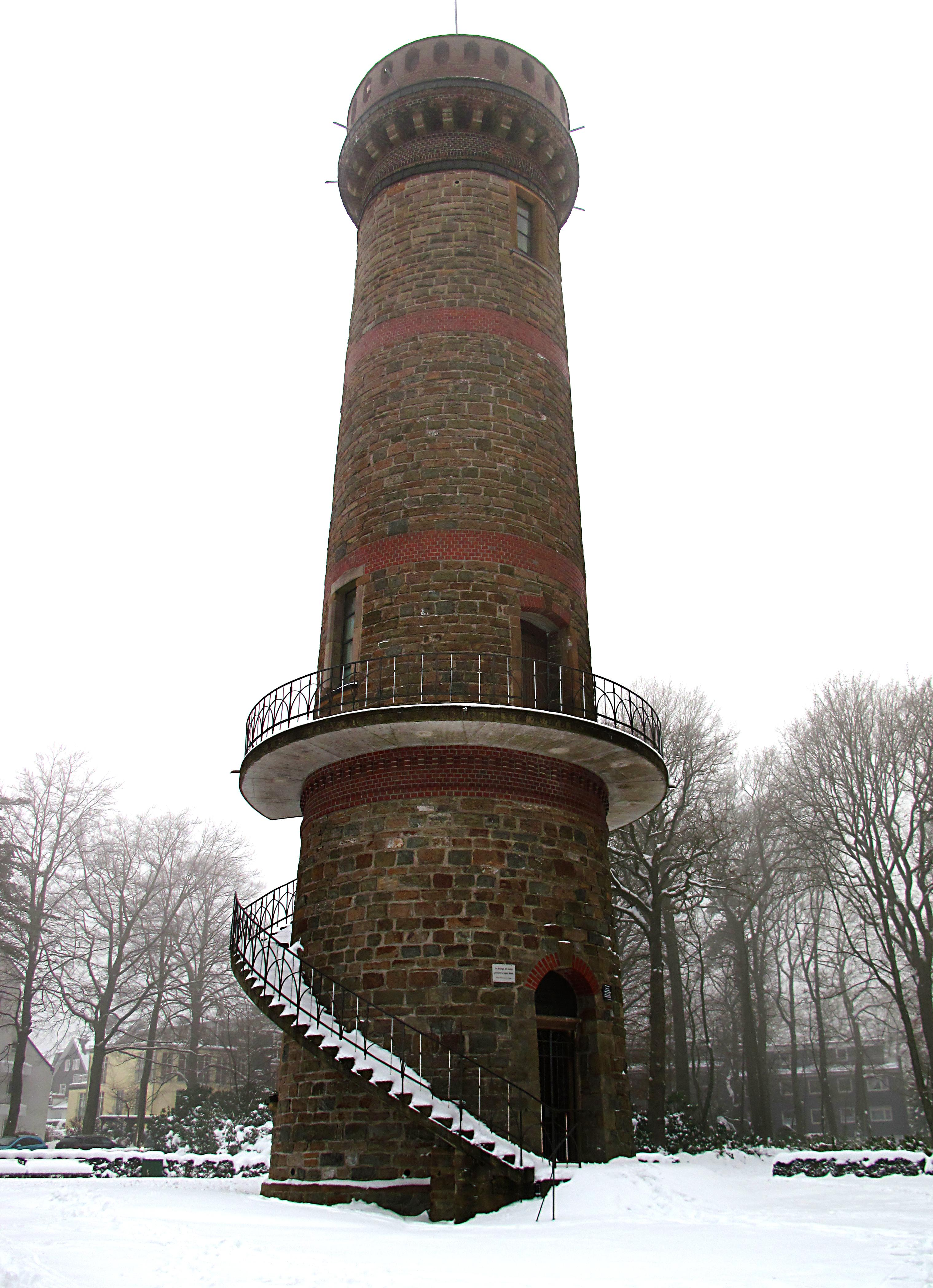
Toelleturm el 31 de diciembre de 2010.

Su construcción comenzó en 1887, pero su inauguración se celebró el 29 de abril de 1888. Durante la Segunda Guerra Mundial se utilizó como torre de observación para una prueba de defensa antiaérea. En 1949, se bloqueó la entrada debido al peligro de colapso. La reapertura tuvo lugar el 3 de septiembre de 1950, pero durante el 1961 y 1962, la torre fue cerrada nuevamente por razones de seguridad.